# Des enfants, des mères et un général
Pour plus de détails, voir Fiche technique et Distribution.
Des enfants, des mères et un général (titre original : Kinder, Mütter und ein General) est un film allemand réalisé par László Benedek, sorti en 1955.

## Synopsis
Vers la fin de la Seconde Guerre mondiale, alors que l'Allemagne est acculé de toutes parts, de jeunes garçons fanatisés croient dure comme fer à la victoire finale. Alors que la ligne de front se rapproche de Stettin, un groupe de lycéens se préparent à livrer un combat contre l'avis de leurs mères. Ces dernières partent à leur recherche et les trouvent dans le groupe du capitaine Dornberg. Après d'âpres discussions, mères et fils se réconcilient et un vieux soldats leur trouve une cachette dans une grange, tandis que le front s'effondre.

## Fiche technique
- Titre français : Des enfants, des mères et un général
- Titre original : Kinder, Mütter und ein General
- Réalisation : László Benedek
- Scénario : László Benedek, d'après le roman de Herbert Reinecker
- Photographie :  Günther Rittau
- Montage :  Anneliese Artelt
- Musique :  Werner Eisbrenner
- Producteur : Erich Pommer
- Pays de production :  Allemagne de l'Ouest
- Langue : allemand
- Format : Noir et Blanc - 35 mm
- Genre : Film dramatique,  Film de guerre
- Durée : 110 minutes
- Dates de sortie :
  - Allemagne de l'Ouest : 4 mars 1955
  - Autriche : août 1955
  - Belgique : 16 septembre 1955
  - France : 11 novembre 1959

## Distribution
- Hilde Krahl : Helene Asmussen
- Ewald Balser : General
- Therese Giehse : Elfriede Bergmann
- Ursula Herking : Dr Behrens, médecin
- Alice Treff : Pasteur
- Bernhard Wicki  : Capitaine Dornberg
- Beate Koepnick  : Inge
- Marianne Sinclair  : Couturière
- Adi Lödel  : Harald Asmussen
- Dieter Straub  : Leo Bergmann
- Holger Hildmann  : fils du médecin
- Karl-Michael Kuntz  : Edmund, fils du Pasteur
- Walter Lehfeld  : Werner, fils de la couturière
- Peter Burger  : Robert, frère d'Inge
- Bernhard Wicki  : Capitaine Dornberg
- Claus Biederstaedt  : Cuisinier
- Rudolf Fernau  : Médecin
- Hans Christian Blech  : Sergent
- Klaus Kinski  : Lieutenant
- Maximilian Schell  : Un Déserteur
- Alfred Schieske  : conducteur

## Récompenses et distinctions
- Golden Globe  du meilleur film en langue étrangère en 1956
- Grand Prix UCC en 1956